# Daniel Rudisha
Daniel Rudisha   (Kilgoris, 11 d'agost de 1945 - Nakuru, 6 de març de 2019) fou un atleta kenyata, especialista en curses de velocitat, que va competir durant la dècada de 1960. Era el pare del també atleta David Rudisha.
El 1968 va prendre part en els Jocs Olímpics d'Estiu de Ciutat de Mèxic, on va disputar dues proves del programa d'atletisme. Formant equip amb Charles Asati, Hezahiah Nyamau i Naftali Bon va guanyar la medalla de plata en la prova dels 4x400 metres relleus, mentre en els 400 metres quedà eliminat en sèries.
Anteriorment, el 1966, participà en els Jocs de l'Imperi Britànic i de la Comunitat que es van disputar a Kingston, on fou quart en la cursa de les 440 iardes llises.
Va morir el 6 de març de 2019 a Nakuru després de patir un atac de cor mentre estava rebent diàlisis per curar la diabetis que patia.

## Millors marques
- 400 metres llisos. 45.5" (1967)[4]